# Mandarin's Gold
Mandarin's Gold è un film muto del 1919 diretto da Oscar Apfel. Prodotto e distribuito dalla World Film, aveva come interpreti Kitty Gordon, Irving Cummings, George MacQuarrie, Warner Oland, Veronica Lee.

## Trama
In Cina, un ragazzo legge la leggenda di una donna misteriosa che usa il suo potere su un ricco principe mandarino.

A New York, Betty Cardon, ricca e frivola farfallina, non bada al marito Blair che le ha intimato di smettere di giocare - e di dissanguarsi - a bridge. Le perdite sono ormai molto alte e Geoffrey North, il suo creditore, le chiede il saldo del debito con un pagamento in natura. Betty, sconvolta e presa dal panico, cerca una via di uscita da quella difficile situazione. A casa sua, intanto, ha trovato rifugio una ragazza cinese, Cherry Blossom, fuggita da casa per evitare di essere venduta dal padre al brutale Li Hsun. Betty accetta che Li Hsun le dia il denaro che le serve per pagare North e, in cambio, gli consegna Cherry Blossom. In preda ai rimorsi, li segue, assistendo poi alle torture cui è sottoposta Cherry che Li Hsun vuole costringere a rinunciare al suo amante. Al rifiuto della ragazza, i due prigionieri vengono uccisi. Blair arriva insieme alla polizia che spara a Li Hsun. Denunciata dal marito, Betty si sveglia: scopre che è stato tutto un sogno e di non avere mai accettato l'offerta di Li Hsun. Confessa allora al marito il suo debito, promettendogli di smetterla con il gioco d'azzardo.

## Produzione
Il film fu prodotto dalla World Film.

## Distribuzione
Il copyright del film, richiesto dalla World Film Corp., fu registrato il 16 gennaio 1916 con il numero LU13418.
Distribuito dalla World Film, il film uscì nelle sale cinematografiche statunitensi il 10 febbraio 1919. Non si conoscono copie ancora esistenti della pellicola che viene considerata presumibilmente perduta.